# Émilien Jeannière
Émilien Jeannière (Saint-Paul-en-Pareds, 26 settembre 1998) è un ciclista su strada francese che corre per il team TotalEnergies; è professionista dal 2023.

## Carriera
Nel 2016 ha vinto la medaglia d'argento agli Europei di Plumelec nella prova in linea Juniores, concludendo la prova dietro al connazionale Nicolas Malle.

## Palmarès

### Strada
- 2016 (Juniores)

2ª tappa Ain'Ternational-Rhône Alpes-Valromey Tour (Oyonnax > Oyonnax)
- 2022 (Vendée U, tre vittorie)

3ª tappa Boucle de l'Artois (Sus-Saint-Léger > Hesdin)
2ª tappa Flèche du Sud (Rumelange > Rumelange)
1ª tappa Tour d'Eure-et-Loir (La Loupe > Châteaudun)
- 2024 (TotalEnergies, cinque vittorie)

1ª tappa Boucles de la Mayenne (Renault Saint-Berthevin > Ernée)
1ª tappa Tour of İstanbul (Çatalca > Çatalca)
1ª tappa Tour de Kyushu (Beppu > Hita)
2ª tappa Tour de Kyushu (Minamioguni > Minamiaso)
Classifica generale Tour de Kyushu

#### Altri successi
- 2022 (Vendée U)

Chrono 47 (cronosquadre)
Classifica a punti Flèche du Sud
- 2024 (TotalEnergies)

Classifica a punti Boucles de la Mayenne
Classifica a punti Tour of İstanbul
Classifica a punti Tour de Kyushu

## Piazzamenti

### Grandi Giri
- Tour de France

2025: non partito (5ª tappa)

### Classiche monumento
- Parigi-Roubaix

2024: ritirato

### Competizioni europee
- Campionati europei

Plumelec 2016 - In linea Junior: 2º